# Abakainon

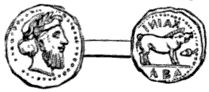
munt van Abakainon

Abakainon (Grieks: ‘Αβάκαινον, Latijn: Abacaenum) was een stad die door de Siculi gesticht werd, op een heuvel bij de huidige stad Tripi op Sicilië. In het jaar 396 voor Chr. stichtte tiran Dionysios I van Syracuse op ongeveer 10 kilometer afstand van Abakainon een nieuwe stad, Tyndaris geheten en aan de kust gelegen. Daarbij ontnam hij Abakainon veel territorium, waardoor ze veel minder belangrijk werd. 
In 393 voor Chr. vond er een belangrijke veldslag plaats bij Abakainon, tussen Siciliaanse troepen onder Dionysius en de Carthagers onder aanvoering van hun generaal Mago. De Sicilianen wonnen de slag. 
Na de stichting van Tyndaris bleef Abakainon nog wel bestaan, want in het midden van de 2e eeuw na Chr. wordt ze genoemd door Claudius Ptolemaeus. 
Van Abakainon resten nog maar weinig zichtbare overblijfselen, die grotendeels bedekt zijn door de huidige stad Tripi. 
De munten van Abakainon tonen o.a. een everzwijn en een eikel, bewijs van het feit dat de stad in een bosrijke omgeving gelegen moet hebben.